# Mankovice
Mankovice (en allemand : Mankendorf) est une commune du district de Nový Jičín, dans la région de Moravie-Silésie, en République tchèque. Sa population s'élevait à 560 habitants en 2021.

## Géographie
Mankovice se trouve à 11 km à l'ouest-nord-ouest de Nový Jičín et à 252 km à l'est-sud-est de Prague.
La commune est limitée par Odry au nord-ouest, par Suchdol nad Odrou au nord-est et à l'est, par Bernartice nad Odrou au sud-est, par Jeseník nad Odrou au sud et par Vražné au sud-ouest.

## Histoire
La première mention écrite de la localité date de 1374.

## Galerie

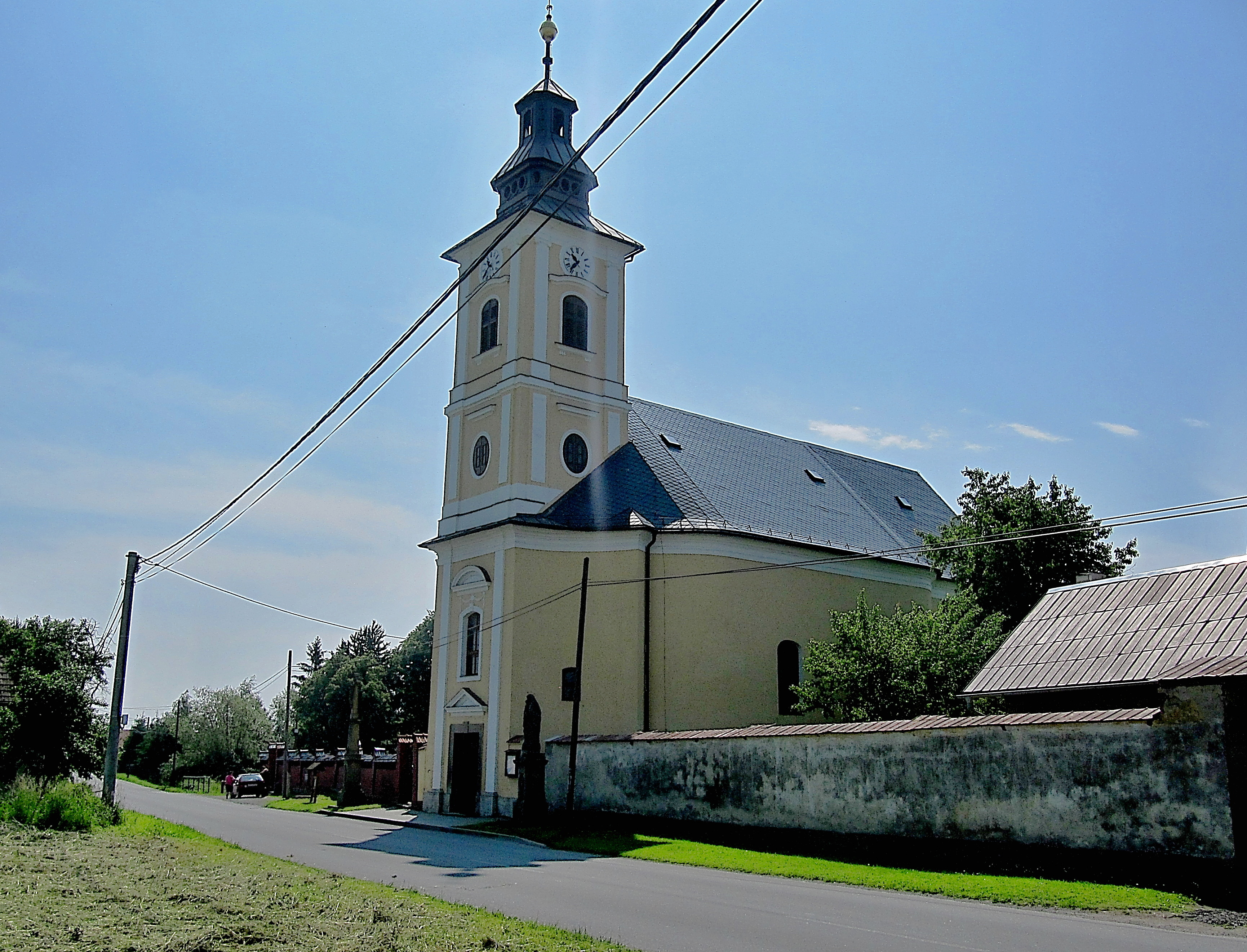
Église Notre Dame de la Visitation.
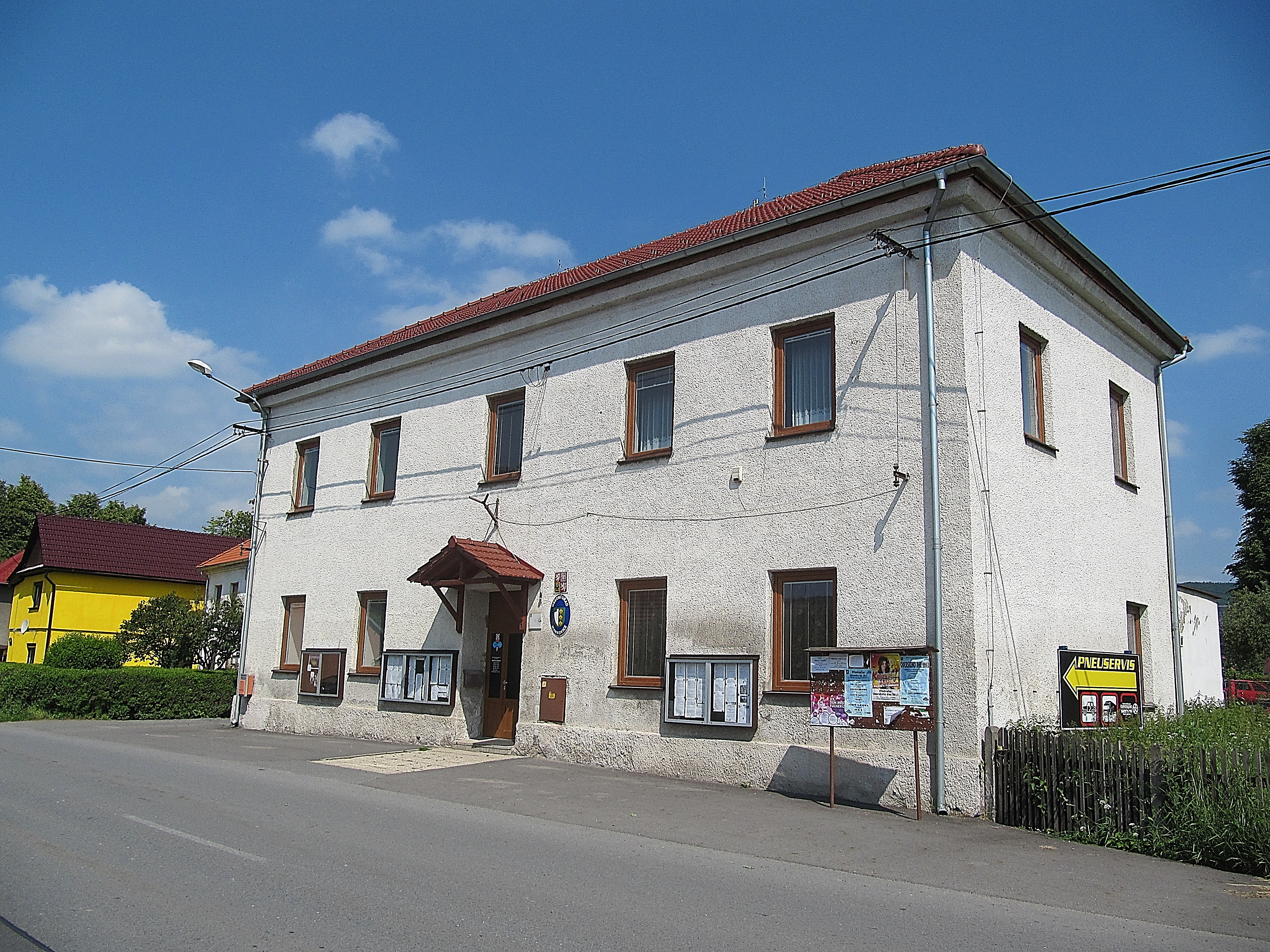
Mairie de Mankovice.

## Transports
Par la route, Mankovice se trouve à 6 km de Odry, à 14 km de Nový Jičín, à 44 km d'Ostrava et à 315 km de Prague.